# رها (فیلم ۱۹۹۱)
رها (۱۳۶۹) فیلمی ساخته فرخ مجیدی و با بازی شهره آغداشلو می‌باشدکه در دانمارک تولید شده‌است.
این فیلم کوتاه ۵۵ دقیقه‌ای، در ۲۰ سپتامبر ۱۹۹۱ در سینماهای دانمارک به نمایش درآمد و سپس در ۱۰ فوریه ۱۹۹۲ در شبکه دو تلویزیون دانمارک، پخش شد.

## خلاصه داستان
رها (شهره آغداشلو)، بانوی بازیگر ایرانی است که در هنگام پیروزی انقلاب، کارش را از دست می‌دهد و مجبور می‌شود که مهاجرت نماید؛ اما در هنگام فرار، از شوهر و دخترش که در ایران دستگیر می‌شوند جدا می‌شود و مجبور می‌گردد به تنهایی به مسیر خود ادامه بدهد.

## بازیگران
- شهره آغداشلو[۴]
- نسرین قاسم‌زاده
- علی اصفهانی
- حسن جلالی
- پل اریک مولر پدرسون
- پولاد ایرانی

## عوامل دیگر فیلم
- فیلمنامه: فرخ مجیدی، بر اساس طرح «برگی گمشده از اوراق هویت یک هموطن آینده!» نوشته بهرام بیضایی (با نام مستعار مدبر کیان)[۵]
- فیلم بردار: فرخ مجیدی
- تدوین: الیزابت کلدینگ
- صدا: رالف جیکوبسن، استین کیلزبک آندرسن
- موسیقی: گانر مولر پدرسون
- طراح صحنه و لباس: ملک جهان خزاعی
- شرکت تولید فیلم: The Danish Film Workshop